# Condado de Dickenson
O Condado de Dickenson é um dos 95 condados do estado americano de Virgínia. A sede do condado é Clintwood, e sua maior cidade é Clintwood. O condado possui uma área de 859 km² (dos quais 5 km² estão cobertos por água), uma população de 16 395 habitantes, e uma densidade populacional de 19 hab/km² (segundo o censo nacional de 2000). O condado foi fundado em 1880.